# Irina Michailowna Baldina
Irina Michailowna Baldina (russisch Ири́на Миха́йловна Ба́лдина; * 18. Mai 1922 in Moskau; † 15. Januar 2009 in Sankt Petersburg) war eine russische Malerin. Sie lebte und arbeitete in Sankt Petersburg und gehörte der dortigen Künstlervereinigung (1959 bis 1991 „Leningrader Vereinigung sowjetischer Künstler“) an. Sie galt als Vertreterin der Leningrader Schule der Malerei.

## Biografie
Baldina wurde am 18. Mai 1922 in Moskau geboren. Von 1940 bis 1941 studierte sie an der Moskauer Hochschule für Malerei, Bildhauerei und Architektur. Nach dem Zweiten Weltkrieg wurde Baldina 1945 an der Russischen Kunstakademie in Sankt Petersburg aufgenommen. Dort studierte sie als Schülerin von Alexander Debler, Boris Fogel und Alexander Segal.
Den Maler Alexei Jerjomin (1919–1998) heiratete sie 1947, im Jahr darauf kam ihre Tochter Natalja zur Welt. Natalja studierte später ebenfalls an der Russischen Kunstakademie in Leningrad und wurde Malerin.
1952 verließ sie die Russische Kunstakademie. Ihre Abschlussarbeit bestand aus der Gestaltung des Bühnenbildes und der Kostüme für den Film Die Welt soll blühen von Oleksandr Dowschenko im Rahmen eines Workshops von Mikhail Bobyshov.
Seit 1951 stellte Baldina regelmäßig auf Leningrader Kunstausstellungen aus,  zusammen mit führenden Künstlern der Leningrader Schule der Malerei. Ihre künstlerische Stilrichtung ist die Porträt- und Landschaftsmalerei und Stillleben. 1957 wurde sie Mitglied in der Vereinigung Sankt Petersburger Künstler.
Zwischen 1960 und 1980 wurde der Schwerpunkt ihrer Arbeit die Natur und die Menschen der Region um den Onegasee. In dieser Zeit entstanden die Gemälde und Skizzen „Die Straße nach Oyash“ oder „Sommer Haus“ (beide 1954), „Junge Ebersche“, „Abend“ (beide 1956), „Glockenblume“, „Flieder“ (beide 1957), „Natascha“ „Mädchen auf dem Felsen“ (beide 1960), „Mädchen“ (1961), „Usbekin“, „Krankenschwester“ (beide 1962), „Morgen“ (1964), „Die Postbotin Marya Petrovna Rodionova“,  „Porträt von Alexander Baldin“ (beide 1967), „Ein Porträt von Dmitry Schostakovich“ (1971), „Die Jugendliche“ (1975), „Ein Porträt des Künstlers Alexei Eriomin“ (1977), „Ein Porträt von Spirova – die Mutter der Heldin von Stalingrad Natascha Kochuevskoy“ (1980), und andere.
Ihr Stil wurde geprägt durch große Formate, kräftigen Pinselstrich und eine im Laufe der Jahre intensivierte dekorative Wirkung. Sie nutzte geschickt die Technik der Freilichtmalerei und kombinierte dezent eine Vielzahl von Schattierungen, Stimmungen und Farbbeziehungen in der nordischen Natur.
Irina Michailowna Baldina starb im Alter von 87 Jahren am 15. Januar 2009 in Sankt Petersburg. Ihre Gemälde befinden sich in Kunstmuseen oder privaten Sammlungen in Russland, Frankreich, Finnland, USA, Japan, Deutschland, England und in anderen Ländern.